# Залізнична аварія під Бірками
49°41′15″ пн. ш. 36°07′41″ сх. д. / 49.687583° пн. ш. 36.128194° сх. д.

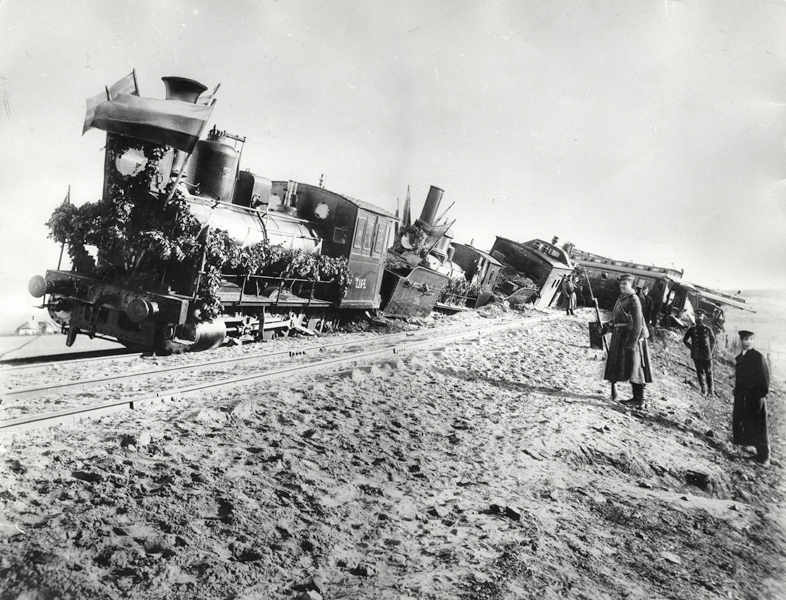
Катастрофа потяга з царською сім'єю (фото 1888 р.)

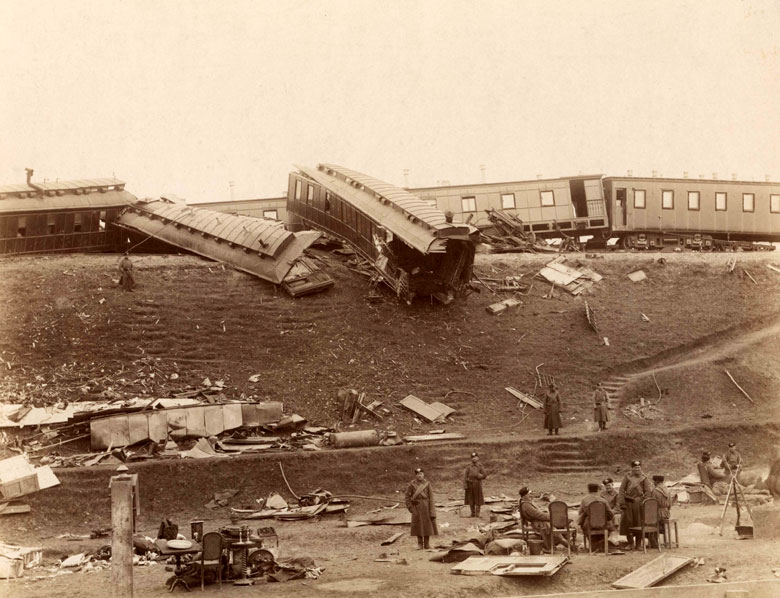
Світлина з місця трагедії (1888)

Залізнична аварія під Бірками — катастрофа, яка сталася з потягом імператора Олександра III 18 (29) жовтня 1888 року на Курсько-Харківсько-Азовській (нині Південній) залізниці, внаслідок якої імператор і його родина не постраждали, а вийшли зі страшних уламків неушкодженими. Порятунок імператорської сім'ї було оголошено дивом. На місці катастрофи було споруджено храм.

## Місце катастрофи
Місце залізничної катастрофи — залізничний перегін біля слободи Бірки, тоді перебувало у складі Зміївського повіту Харківської губернії, нині — Зміївського району Харківської області. Розташоване при річці Джгун, приблизно за 27 км від міста Зміїв. В останній чверті XIX століття в селі було близько 1500 жителів, існувало хлібопекарне виробництво та була станція Курсько-Харківсько-Азовської залізниці.

## Хід подій
Аварія імператорського потягу сталася 17 жовтня 1888 року о 14 годині 14 хвилин, на 295-му кілометрі від міста Курськ, коли поїзд після спуску з ухилу йшов рівним насипом (близько 5 сажнів висоти) зі швидкістю близько 68 км/год.
Сильний поштовх скинув із місця всіх пасажирів у поїзді. Після першого поштовху пішов страшний тріск, а потім стався другий поштовх — сильніший за перший, а після третього, тихого, поштовху поїзд зупинився.
Ті, хто вціліли, побачили жахливу картину руйнування, яка супроводжувалася криками і стогонами покалічених. Усі кинулися розшукувати імператорську родину і незабаром побачили царя та його родину живими і неушкодженими. Вагон з імператорською їдальнею, у якій перебував Олександр III, а також його дружина, Марія Федорівна, з дітьми та почтом, був повністю розтрощений.
Вагон було скинуто на лівий бік насипу, він був у жахливому стані — без коліс, із понівеченими стінами, вагон напівлежав на насипу; дах його лежав частково на нижній рамі. Першим поштовхом повалило всіх на підлогу, а коли після страшного тріску і руйнування підлога провалилася і залишилася лише рама, то всі опинилися на насипу під прикриттям даху. Стверджують, що Олександр III, який мав неймовірну силу, тримав на плечах дах вагона, поки сім'я та інші постраждалі вибиралися з-під уламків.
Обсипані землею та уламками, з-під даху вийшли імператор, імператриця, спадкоємець, Цесаревич Микола Олександрович — майбутній останній російський імператор Микола II, великий князь Георгій Олександрович, велика княжна Ксенія Олександрівна, а разом із ними особи з почту, яких запросили на сніданок. Більшість осіб із цього вагона зазнали легкі забої, подряпини, крім флігель-ад'ютанта Шереметєва, якому розтрощило палець на руці.
У поїзді, який складався з 15 вагонів, вціліло тільки п'ять вагонів, зупинившись під дією автоматичних гальм Вестінгауза. Також залишилися цілими і два паротяги. Вагон, у якому перебували придворні службовці та буфетна прислуга, був зовсім знищений, і всі, хто перебував у ньому, вбиті і знайдені в жахливому вигляді — 13 понівечених трупів підняті з лівого боку насипу серед трісок і дрібних решток цього вагону. У вагоні царських дітей в момент аварії перебувала лише велика княжна Ольга Олександрівна, яку викинуло разом з її нянею на насип, та малолітній великий князь Михайло Олександрович, якого витяг з-під уламків солдат за допомогою самого государя.
Звістка про катастрофу імператорського потягу швидко поширилася по лінії і допомога поспішала з усіх сторін. Олександр III, попри жахливу погоду (морозило, йшов дощ) і страшну сльоту, сам розпоряджався вилученням поранених з-під уламків розбитих вагонів. Імператриця з медичним персоналом обходила поранених, надавала їм допомогу, всіляко намагаючись полегшити хворим їхні страждання, попри те, що у неї самої була пошкоджена рука вище ліктя, і що вона залишилася лише в сукні. На плечі цариці накинули офіцерське пальто, в якому вона і надавала допомогу.
Всього постраждало у катастрофі 68 осіб, у тому числі 21 особа загинула. Тільки надвечір, коли встановили особи всіх забитих і не зосталося жодного пораненого, царська родина сіла в інший царський поїзд (почтовий, який прибув на місце аварії) і відбула назад на станцію Лозову, де вночі на станції, в залі третього класу, відслужено перше подячне моління за дивовижне відведення від царя та його родини смертельної небезпеки. Години через дві імператорський потяг відбув у Харків та далі до Санкт-Петербурга.

## Розслідування причин катастрофи
Відразу ж після аварії головний інспектор залізниць барон Шерваль, який їхав на царському потязі і зламав ногу в аварії, викликав міністра шляхів сполучення Сергія Вітте та директора Харківського політехнічного інституту Віктора Кирпичова, щоб очолити розслідування на місці. Згодом у Санкт-Петербурзі долучився Анатолій Коні, впливовий громадський адвокат.
У попередні роки Вітте регулярно управляв імперськими подорожами залізницею і цар його добре знав. За два місяці до аварії Олександр, засмучений наполегливістю Вітте про обмеження швидкості руху поїздів, публічно насварив його та його залізниці, посилаючись на походження її власників: «Ніде моя швидкість не обмежувалась; ваша залізниця неможлива, тому що єврейська». Вітте стверджував, що попереджав раніше уряд про недоліки в компонуванні потяга, зокрема, використання парних паровозів і несправних вагонів-салонів.
Троє слідчих не визначили безпосередню причину аварії. Вітте наполягав, що це було викликано перевищенням швидкості, що звільняло від відповідальності залізничне управління; Кирпичов звинуватив гнилі дерев'яні шпали, у той час як Коні переклав провину на залізниці, що звільняло від відповідальності державних посадових осіб. Вітте, зокрема, маневрував між звинуваченням чиновників і звільненням міністра зв'язку Костянтина Посьєта. Врешті-решт Олександр вирішив закрити справу тихо, дозволив Шервалю і Посьєту піти у відставку, і призначив Вітте директором імператорських залізниць. Попри зусилля Вітте, залізничні управлінці не уникнули уваги громадськості. Підрядника будівництва Курсько-Харківської лінії, Самуїла Полякова, який помер за два місяці до аварії, посмертно звинуватили в низькій якості будівництва залізниці. Громадськість зокрема «зарахувала» йому неякісний баластний гравій під шпалами, який не зміг погасити коливання.

## Увічнення події
Подія 17 жовтня увічнена започаткуванням багатьох благодійних установ, стипендій тощо. На місці аварії незабаром збудовано скит, названий Спасо-Святогірським. Тут же, за кілька сажнів від насипу, споруджено чудовий храм в ім'я Христа Спасителя Преславного Преображення. Проект укладений архітектором Р. Р. Марфельдом.
21 травня 1891 року, під час останньої подорожі імператриці Марії Федорівни з дочкою Ксенією Олександрівною та великими князями на південь, за їхньої присутності в Бірках на місці катастрофи урочисто започаткували будівництво храму. Найвище місце насипу, майже біля залізничного полотна, позначили чотирма прапорами — це те місце, де під час катастрофи стояв великокнязівський вагон, з якого викинуло неушкодженою велику княжну Ольгу Олександрівну.

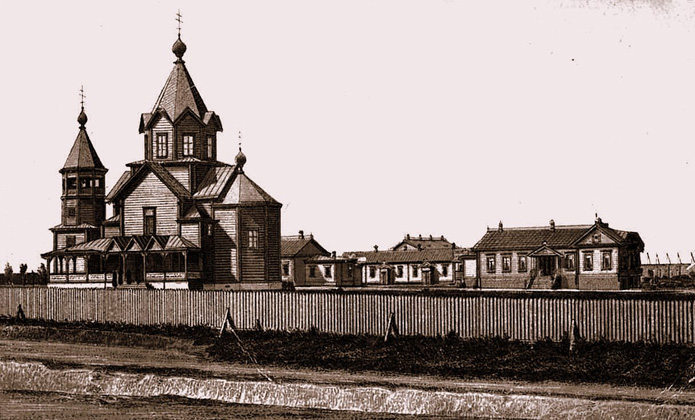
Перший храм на місці залізничної катастрофи (до 1894)

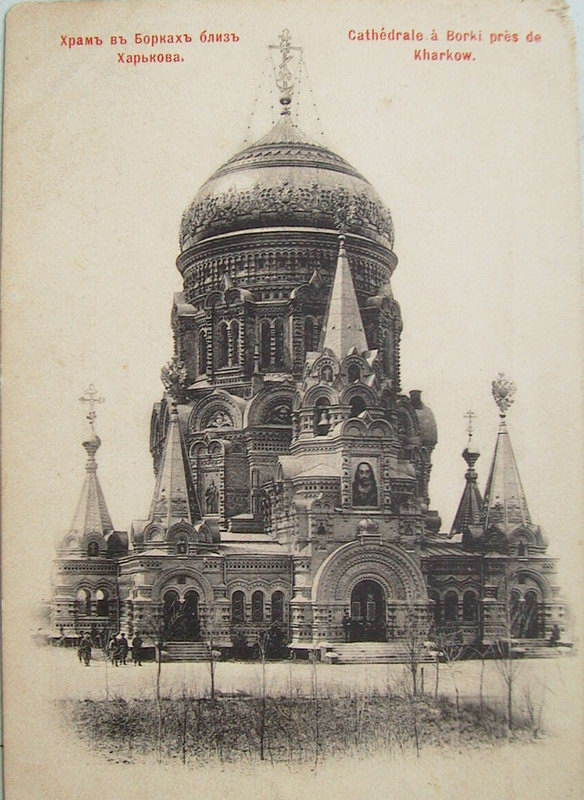
Другий Храм Христа Спасителя у Бірках (російська листівка кінця 1890-х років)

Біля підніжжя насипу встановили дерев'яний хрест із зображенням Нерукотворного Спаса — це те місце, на яке ступила імператорська родина, вийшовши неушкодженою з-під уламків вагона-їдальні; тут була збудована печерна каплиця. На тому місці, де імператриця зі своїми дітьми доглядали за хворими, адміністрація Курсько-Харківсько-Азовської залізниці облаштувала сквер, який, таким чином, розташувався між храмом і каплицею.

…М(и)л(о)сти Твоея, Г(о)с(по)ди, исполнены суть судьбы нашя: не по беззаконием нашым сотворил еси нам, ниже по грехом нашым воздал еси нам. Наипаче же удивил еси м(и)л(о)сть Твою на нас в день он, егда вмале не погибе надежда наша, явил бо еси нам спасение помазанника Твоего благочестивейшаго государя нашего Императора Александра Александровича, дивно сохранив его и супругу его благочестивейшую государыню Императрицу Марию феодоровну и всех чад их во вратех смертных. Н(ы)не убо приклоняем с(е)рдца и колена наша пред Тобою, Вл(а)д(ы)ко живота и смерти, исповедающе неизреченное Твое м(и)л(о)с(е)рдие. Даждь убо нам, Г(о)с(по)ди, память сего страшнаго Твоего посещения тверду и непрестанну в себе имети из рода в род и не остави м(и)л(о)сти Твоея от нас…

Задля увічнення пам'яті чудесного порятунку царської родини в Харкові зроблено інші пам'ятні заходи, зокрема, створено Харківське комерційне училище Імператора Олександра III, відлито срібний дзвін для Благовіщенської церкви (нині — кафедральний собор) тощо.
Крім того, по всій імперії стали будуватися каплиці й храми святого покровителя царя — князя Олександра Невського (наприклад, Олександро-Невський собор у Царицині).
Художник-пейзажист Сергій Васильківський написав картину «Аварія царського поїзда біля станції Борки 17 жовтня 1888 року», од початку перебувала на зберіганні в Російському музеї імператора Олександра III (нині — Державний Російський музей) в Санкт-Петербурзі.